# Russischer Orden des Heiligen Georg

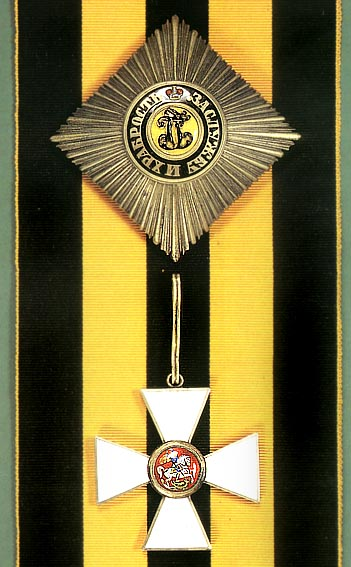
Insignien eines Ritters I. Klasse des Georgsordens

Der Orden des Heiligen Georg ist ein russischer Verdienstorden.

## Russisches Kaiserreich
Im russischen Kaiserreich war der Kaiserliche Militärorden des Heiligen und Siegreichen Großmärtyrers Georg (russisch Императорский Военный орден Святого Великомученика и Победоносца Георгия Imperatorski Wojenny orden Swjatowo Welikomutschenika i Pobedonosza Georgija) der einzige Verdienstorden rein militärischen Charakters, mit Ausnahme des nur zwischen 1831 und 1835 verliehenen, ursprünglich polnischen Virtuti Militari.

### Geschichte
Bereits 1765 plante die Zarin Katharina II. die Gründung eines Militärverdienstordens, der „Militär-Katharinenorden“ heißen und als Auszeichnung für geleistete Dienstjahre im Heer und der Flotte dienen sollte. Es wurden sogar Statuten in Nachahmung des Militär-Maria-Theresien-Ordens ausgearbeitet, zur Gründung kam es aber nicht. Stattdessen stiftete die Kaiserin, ebenfalls nach österreichischem Vorbild, am 26. Novemberjul. / 7. Dezember 1769greg.den Georgsorden. Ursprünglich sollte er als Belohnung für Tapferkeit vor dem Feind dienen, im Laufe der Zeit verwendete man aber die Kreuze der IV. Klasse als Auszeichnung für Dienstjahre im Heer und Teilnahme an Seeschlachten, welches in den Statuten von 1816 verankert wurde. Diese Kreuze trugen die Inschrift „25 ЛЕТЪ“ für 25 Dienstjahre im Heer bzw. „18 КАМПАНИЙ“ für Teilnahme an 18 Seeschlachten der Flotte (ab 1833 erst an 20 Seeschlachten).
Der Orden bestand aus zwei Abteilungen zu je zwei Klassen:
- Großkreuze, getragen am Schulterband bzw. als Halsdekoration, mit Bruststern
  -  Ritter I. Klasse
  -  Ritter II. Klasse
- Kleinkreuze, getragen als Hals- bzw. Brustdekoration
  -  Ritter III. Klasse
  -  Ritter IV. Klasse

Durch die Verdoppelung von Groß- und Kleinkreuz wurde der Georgsorden zum ersten vierstufigen Verdienstorden der Welt. Die Dekoration der Ritter III. und II. Klasse ähnelt der von Komtur bzw. Großoffizier. Die Durchnummerierung der Klassen wurde später von allen anderen russischen und einigen deutschen Verdienstorden übernommen (→ Klassenorden).

### Gestaltung

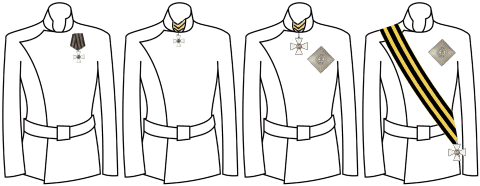
Ritter IV. bis I. Klasse (v. l. n. r.).

Das Ordenszeichen ist ein weiß emailliertes Tatzenkreuz. Im goldumrahmten Mittenmedaillon des Averses trägt es das Bild des heiligen Georg auf einem weißen Pferd, der den Drachen tötet (dies war das Wappen des Großfürstentums Moskau). Im Medaillon des Reverses zeigt der Orden die Namenschiffre des Heiligen, die von der Ordensdevise umgeben ist. Nichtchristen bekamen den Orden in der Form des Kreuzes, jedoch mit dem Zarenadler statt des Heiligenbildes im Mittenmedaillon. Zu Verwechselungen trägt bei, dass das Kreuz nicht das eigentliche Georgskreuz als Emblem darstellt, obwohl der Orden auch diesen Namen trägt.
Ritter I. und II. Klasse trugen einen vierstrahligen goldenen Bruststern. Sein Mittenmedaillon ist rot emailliert und zeigt die Namenschiffre des Heiligen, die von einem grünen Kranz mit der Ordensdevise „ЗА СЛУЖБУ И ХРАБРОСТЬ“ („Für Dienst und Tapferkeit“) umgeben ist.

Sankt-Georgs-Band als aktuelles Andenken an den Tag des Sieges.

Das Ordensband war ursprünglich gelb-schwarz oder gelegentlich gold-schwarz. In den Statuten wurde es offiziell als gelb-schwarz beschrieben, später aber häufig in den Farben Orange und Schwarz ausgeführt. Es hat sich als Sankt-Georgs-Band seit 2005 in der Öffentlichkeit als verbreitetes Symbol zum Andenken an den Tag des Sieges entwickelt und später als Zeichen der Unterstützung für den politischen Kurs der Putin-Regierung.

### Adelsstand und Privilegien
Die beiden ersten Klassen gaben den Rang eines Generalmajors, die III. und IV. den eines Obersten. Ein Kandidat für die I. Klasse musste als Oberbefehlshaber eine Schlacht gewonnen und außerdem 25 Jahre wirklich gedient haben oder an 18 Seekampagnen beteiligt gewesen sein.
Alle Klassen des Sankt-Georgs-Orden waren mit der Verleihung des erblichen Adels verbunden.

### Verleihungen bis 1917
Verleihungen der I. Klasse waren selten: insgesamt gab es nur 25 Ritter dieser Klasse (Verleihdaten in Klammern):
1. Katharina II. von Russland (26. Novemberjul. / 7. Dezember 1769greg.)
2. Pjotr Rumjanzew-Sadunaiski (27. Julijul. / 7. August 1770greg.)
3. Alexei Orlow (22. Septemberjul. / 3. Oktober 1770greg.)
4. Pjotr Panin (8. Oktoberjul. / 19. Oktober 1770greg.)
5. Wassili Dolgorukow-Krymski (18. Julijul. / 29. Juli 1771greg.)
6. Grigori Potjomkin-Tawritscheski (16. Dezemberjul. / 27. Dezember 1788greg.)
7. Alexander Suworow-Rymnikski (18. Oktoberjul. / 29. Oktober 1789greg.)
8. Wassili Tschitschagow (26. Julijul. / 6. August 1790greg.)
9. Nikolai Repnin (15. Julijul. / 26. Juli 1791greg.)
10. Michail Kutusow (12. Dezemberjul. / 24. Dezember 1812greg.)
11. Michael Andreas Barclay de Tolly (19. Augustjul. / 31. August 1813greg.)
12. Karl XIV. Johann (Bernadotte) von Schweden (30. Augustjul. / 11. September 1813greg.)
13. Gebhard Leberecht von Blücher (8. Oktoberjul. / 20. Oktober 1813greg.)
14. Karl Philipp zu Schwarzenberg (8. Oktoberjul. / 20. Oktober 1813greg.)
15. Arthur Wellesley, Herzog von Wellington (28. Apriljul. / 10. Mai 1814greg.)
16. Levin August von Bennigsen (22. Junijul. / 4. Juli 1814greg.)
17. Ludwig XVIII. von Frankreich (22. Novemberjul. / 4. Dezember 1823greg.)
18. Iwan Paskewitsch (27. Julijul. / 8. August 1829greg.)
19. Hans Karl (Iwan Iwanowitsch) von Diebitsch-Sabalkanski (12. Novemberjul. / 24. November 1829greg.)
20. Josef Wenzel Radetzky von Radetz (27. Augustjul. / 8. September 1848greg.)
21. Alexander II. von Russland (26. Novemberjul. / 8. Dezember 1869greg.)
22. Wilhelm I. von Preußen (26. Novemberjul. / 8. Dezember 1869greg.)
23. Albrecht von Österreich-Teschen (20. Junijul. / 2. Juli 1870greg.)
24. Michail Nikolajewitsch von Russland (9. Oktoberjul. / 21. Oktober 1877greg.)
25. Nikolai Nikolajewitsch von Russland (der Ältere) (29. Novemberjul. / 11. Dezember 1877greg.)

Die Krankenschwester Rimma Iwanowa (IV. Klasse 1917) war neben Katharina II. und Marie in Bayern eine von drei Frauen, die während des Russischen Kaiserreichs mit dem Georgsorden geehrt wurden. Selbst Zaren und andere Monarchen bekamen oftmals nur das Kreuz der III. oder IV. Klasse des Ordens, beispielsweise Kaiser Franz Joseph I., der den Orden immer zur Alltagsuniform trug. Der Orden II. Klasse wurde 125 Mal, III. Klasse 650 Mal und IV. Klasse über 10.500 Mal verliehen. Den Orden in allen vier Klassen erhielten nur Kutusow, Barclay de Tolly, Paskewitsch und von Diebitsch-Sabalkanski, sowie von der III. bis zur I. Klasse Potjomkin, Suworow-Rymnikski und von Bennigsen.
Der Georgsorden wurde nie mit Schwertern oder Brillanten verliehen. Ab 1915 wurde der Orden nicht mehr in Gold oder Silber, sondern in vergoldetem bzw. versilbertem Kupfer angefertigt (sog. Kriegsausgabe).

### Georgskreuz und Georgsmedaille
Hauptartikel: Georgsmedaille

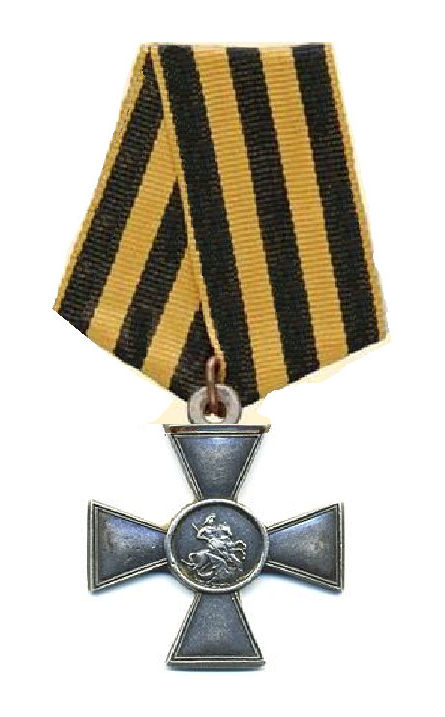
Georgskreuz

Im Jahre 1807 stiftete Kaiser Alexander I. das Silberne Georgskreuz (genannt „Ehrenzeichen des Kriegsordens“, dann ab 1913 „Georgskreuz“), das die Form des Ordens hatte, jedoch unemailliert war. Diese Auszeichnung war für Unteroffiziere und Soldaten der russischen Armee gedacht. 1856 teilte man das Kreuz in vier Klassen und Goldene (I. und II. Klasse) und Silberne (III. und IV. Klasse) Kreuze. Sie wurden am Band des Georgsordens getragen, mit einer Schleife an der Spange der I. und III. Klasse. Bis um 1915 wurden alle Kreuze der I., II. und III. Klasse mit einer Verleihungsnummer auf dem Revers versehen.

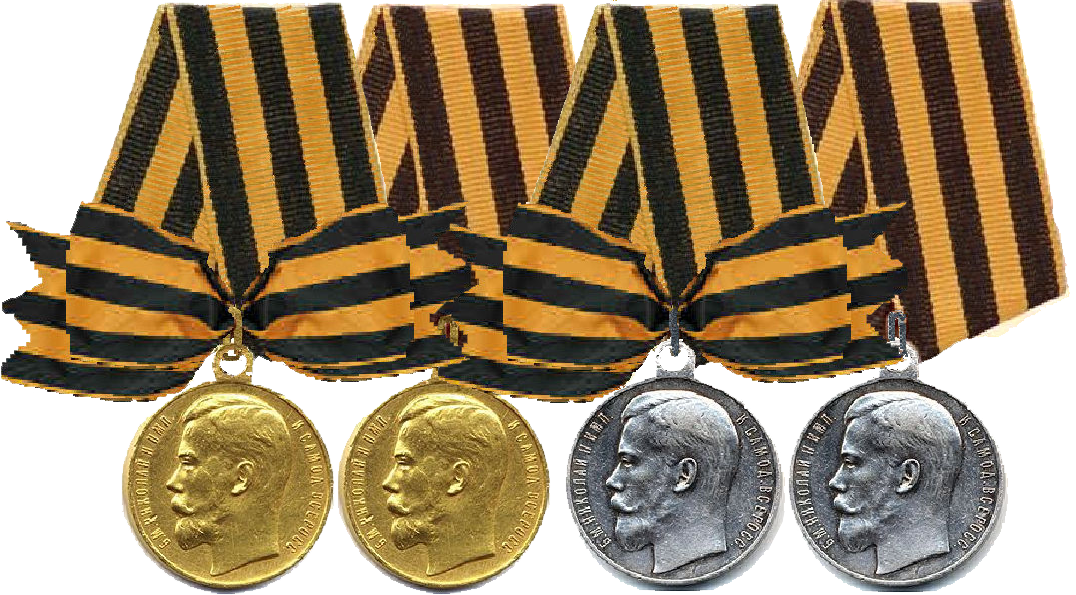
Georgsmedaille, I. bis IV. Klasse

1878 stiftete man auch die Georgsmedaille mit 4 Klassen mit dem Bild des Heiligen und der Ordensdevise „ЗА ХРАБРОСТЬ“, die ebenfalls am Bande des Georgsordens getragen wurde.
Der Orden mit seinen Nebenauszeichnungen wurde bis zur Oktoberrevolution von 1917 verliehen, danach erlosch er.

### Galerie

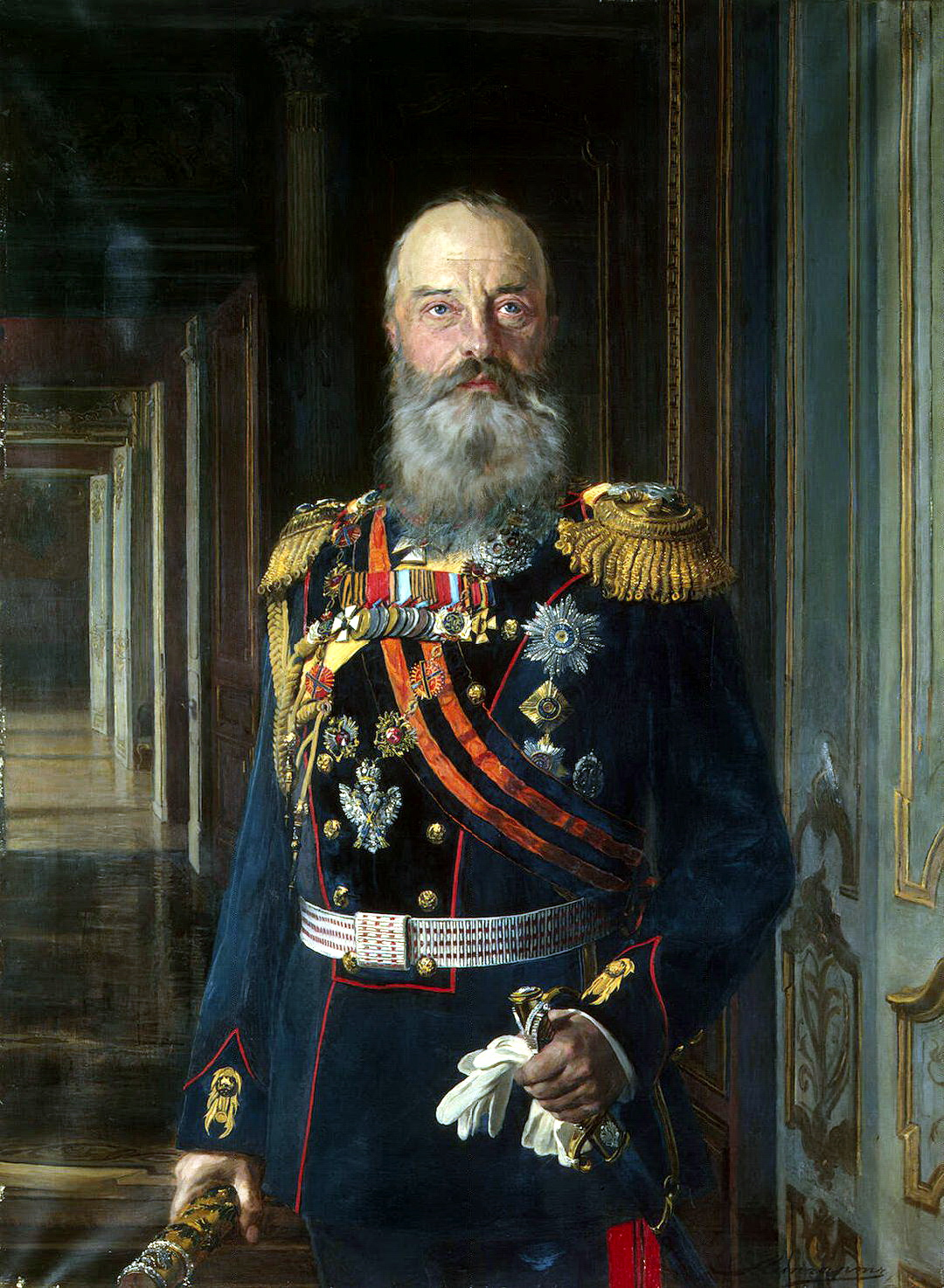
Michael Nikolajewitsch Romanow als Ritter des Andreasordens, Ritter I., II. und IV. Klasse des Georgsordens und Ritter I. Klasse des Wladimir-Ordens
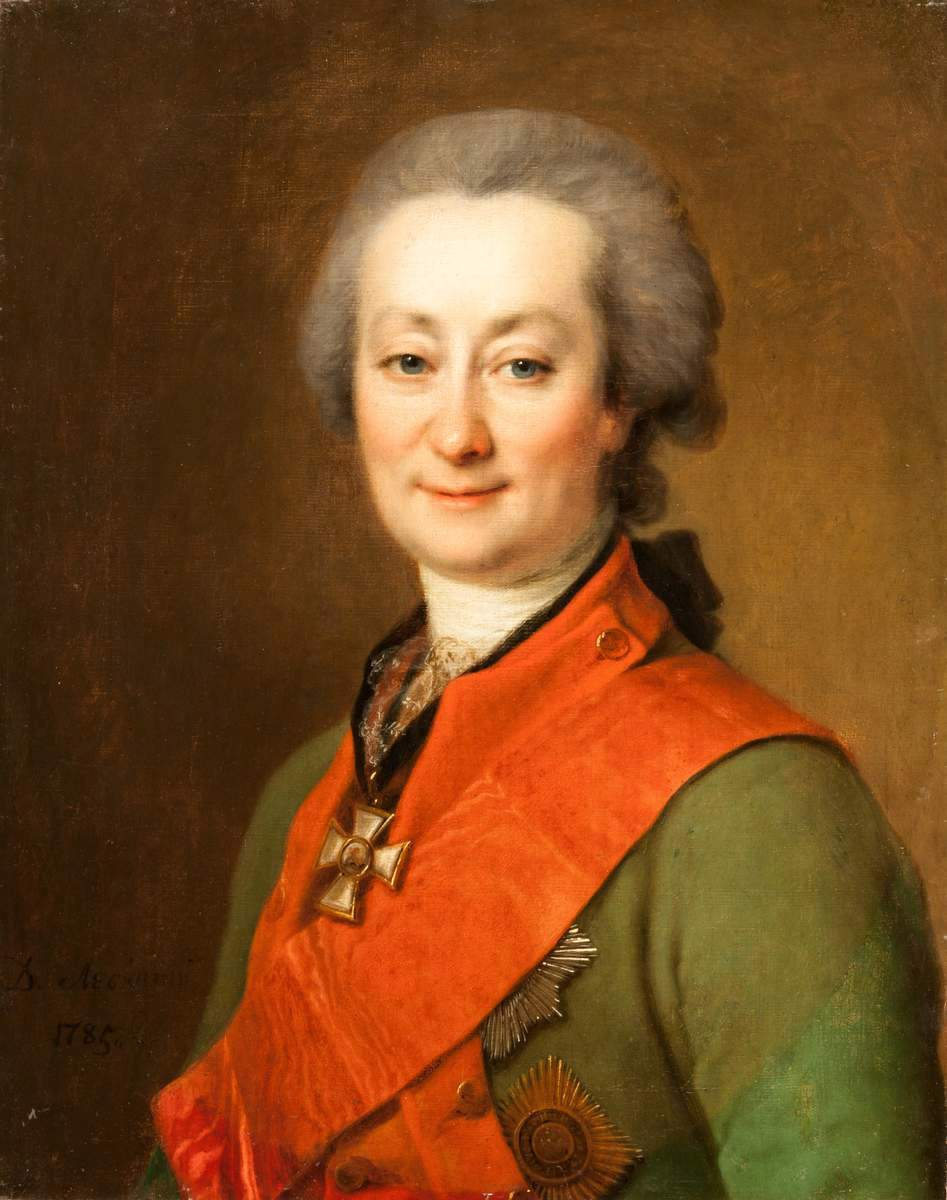
Fjodor Grigorjewitsch Orlow als Ritter II. Klasse des Georgsordens und Ritter des Alexander-Newski-Ordens
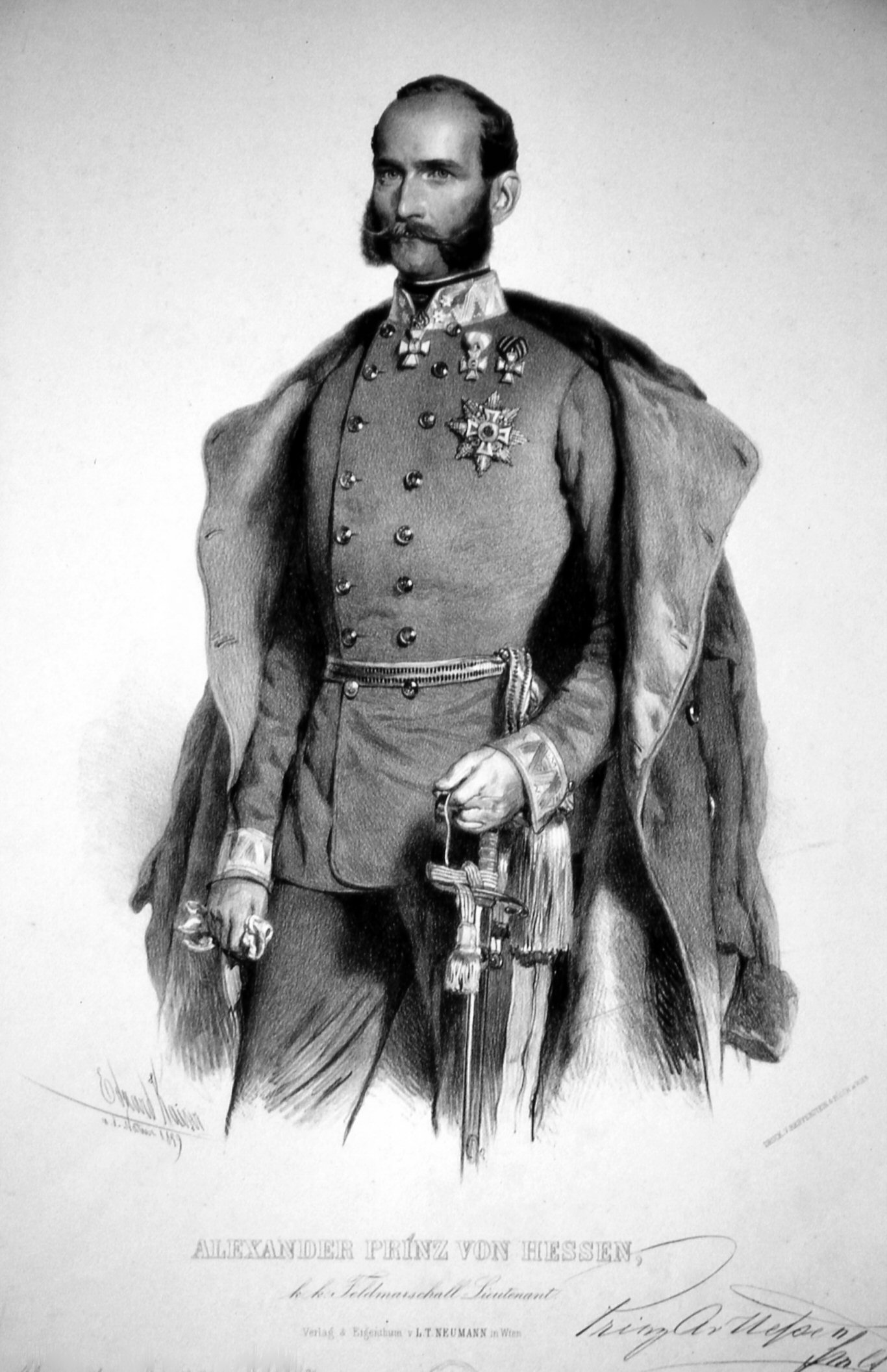
Alexander von Hessen und bei Rhein als Ritter des Georgsordens III. und IV. Klasse, Ritter des Militär-Maria-Theresien-Ordens und Großkreuz des Leopoldsordens
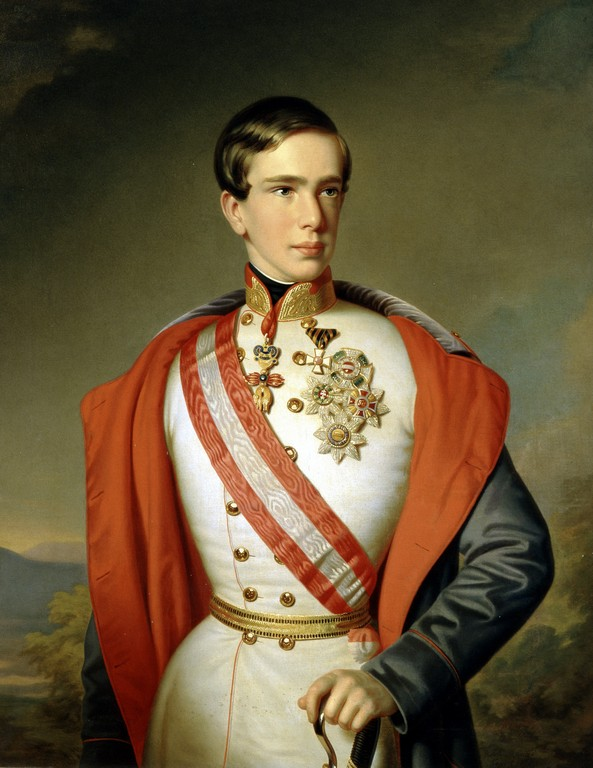
Franz Joseph I. mit dem Kreuz IV. Klasse des Georgsordens
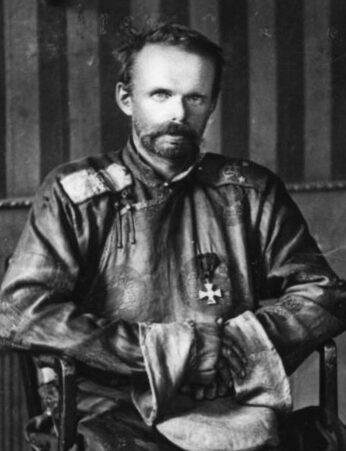
Roman von Ungern-Sternberg (der „blutige Baron“ der weißen Armee) als Ritter IV. Klasse des Georgsordens, kurz vor seiner Hinrichtung

## Deutsch-Sowjetischer Krieg

Truppenabzeichen der Waffen-SS-Division RONA

Obwohl der Orden des Heiligen Georg und andere Symbole der imperialen Vergangenheit nach der Machtübernahme der Bolschewiki 1917 verboten wurde, tauchte der Orden im Deutsch-Sowjetischen Krieg als militärisches Abzeichen wieder auf. Im Oktober 1941 besetzte die 2. Panzerarmee der Wehrmacht die Siedlung Lokot in der westrussischen Oblast Brjansk. Auf dem besetzten Gebiet entstand die Republik Lokot, die unter Führung des russischen Kollaborateurs Konstantin Woskobojnik gestellt wurde. Er richtete die örtliche Ordnungspolizei ein, die weiße Armbänder mit dem Georgskreuz trug. Nach Woskobojniks Tod wurde Bronislaw Kaminski zum Bürgermeister der Republik Lokot ernannt. Kaminski stellte eine Miliz als Volksheerbrigade auf, die er später in „Russische Volksbefreiungsarmee“ RONA (Русская Освободительная Народная Армия, РОНА) umbenannte. Die RONA-Brigade, aus welcher die 29. Waffen-Grenadier-Division der SS „RONA“ (russische Nr. 1) hervorgehen sollte, trug als Ärmelschild das Georgskreuz mit dem Abbild des Heiligen Georg auf einem weißen Pferd, der einen Drachen tötet. Über dem Georgskreuz mit gekreuzten Schwertern stand auf schwarzem Hintergrund in gelber Schrift „RONA“ (kyrillisch „РОНА“), wobei es örtliche Abweichungen in der Gestaltung des Ärmelschilds gab. Zusätzlich wurde ein Kragenspiegel mit dem Georgskreuz entworfen, aber nicht getragen, weil die Division aufgelöst wurde. Während der letzten Jahre des Krieges wurde der Orden des Heiligen Georg von der russischen Befreiungsarmee von General Wlassow verwendet, die ebenfalls auf der Seite der Achsenmächte kämpfte.

## Russische Föderation
Am 2. März 1992 wurde der Orden mit Ukas Nr. 2424-1 des Präsidiums des Obersten Sowjets der Russischen Föderation erneuert; Status und Beschreibung wurden am 8. August 2000 mit dem Ukas Nr. 1463 von Präsident Wladimir Putin bestätigt. Zunächst wurde er nicht verliehen, da Bedingung für die Verleihung der Fall eines bewaffneten Angriffs auf Russland war.
Auf Anordnung des Präsidenten der Russischen Föderation Dmitri Medwedew vom 13. August 2008 wurde der entsprechende Artikel des Ordensstatuts dahingehend geändert, dass der Orden nun auch für die „Durchführung von Kampf- und anderen Einsätzen auf den Territorien anderer Staaten zur Aufrechterhaltung des internationalen Friedens und der Sicherheit“ verliehen werden kann. Die ersten Orden wurden verliehen, als Medwedew im August 2008 mehrere Offiziere für die erfolgreiche Durchführung der Kampagne auszeichnete, die Georgien zwang, „Frieden zu akzeptieren“ (vgl. Kaukasuskrieg 2008). Bislang (Stand August 2011) erfolgten nur einige wenige Verleihungen des Ordens, darunter der II. Klasse an:
1. Nikolai Makarow (Armeegeneral, Generalstabschef der Russischen Streitkräfte)
2. Alexander Selin (Generaloberst, Oberbefehlshaber der Russischen Luftstreitkräfte)
3. Wladimir Boldyrew (Armeegeneral, bis 2010 Oberbefehlshaber der Russischen Landstreitkräfte)
4. Sergei Wladimirowitsch Surowikin (Armeegeneral, Kommandeur der russischen Streitkräfte in der Ukraine)

der III. Klasse an:
1. Sergei Wladimirowitsch Surowikin (Armeegeneral, Kommandeur der russischen Streitkräfte in der Ukraine)[9]

und der IV. Klasse an:
1. Sergei Makarow (Kommandeur des Nordkaukasischen Militärbezirks)
2. Wladimir Schamanow
3. Anatoli Lebed